# Drilaster axillaris
Drilaster axillaris is een keversoort uit de familie glimwormen (Lampyridae). De wetenschappelijke naam van de soort is voor het eerst geldig gepubliceerd in 1879 door Kiesenwetter.